# Patrik Johanson
Patrik "Pava" Johanson, född 31 januari 1987 i Eskilstuna, är en svensk handbollstränare och tidigare handbollsspelare (högernia).

## Karriär

### Klubblag
Patrik Johanson började karriären i IK City i hemstaden Eskilstuna. Han blev sedan en elitspelare i Eskilstuna Guif. Med Hammarby IF vann han två SM-guld, 2007 och 2008. Han var med och spelade i Champions League bland annat mot FC Barcelona på Hovet inför 7 500 åskådare och gjorde fem mål. När han var 20 år såg karriären ut att vara på väg spikrakt uppåt. 2009 lämnade han Hammarby för Guif och spelade där i två säsonger. Bästa meriten blev SM-final med Guif 2011. Han lämnade 2011 Guif för spel i Bundesliga-laget TBV Lemgo. Första året i Lemgo gick bra men andra året fick han problem med en axelskada. Efter två år i Bundesliga hamnade Johanson i Luxemburg, i laget Red Boys Differdange under ett år. 2014 återvände han till elitserien i Sverige och spelade åter för Guif under två säsonger till 2016. Under säsongen 2016 hade Johanson varit skadedrabbad och Guif, som hade ekonomiska problem, ville sänka hans lön. Johanson valde då att lämna klubben för spel i Luxemburg igen. Det blev en kort tid i Luxemburg och Johanson återvände till Sverige och HIF Karlskrona men det blev bara en kort gästspel. Inför 2017/2018 skrev Johanson kontrakt med finska klubben Grankulla IFK.

### Landslagsspel
Patrik Johanson har gjort elva J-landskamper (19 mål),  22 U-landskamper (86 mål) och två A-landskamper (2 mål). 2007 var han med och vann U21-VM-guld i Makedonien. Han debuterade i A-landslaget under hösten 2006, 19 år gammal. På hans position fanns Kim Andersson, Oscar Carlén och jämnårige Johan Jakobsson, så det var svårt att slå sig in i landslaget. Johanson var med i bruttotruppen till VM 2009 men kom aldrig med i nettotruppen.

## Meriter

### Som spelare
- Svensk mästare två gånger (2007 och 2008) med Hammarby IF
- Guld vid U21-VM 2007 i Makedonien

### Som tränare
- Finsk mästare två gånger (2023 och 2024) med Grankulla IFK